# Melaleuca viminalis
A Melaleuca viminalis, também chamada de Callistemon viminalis na Austrália, é uma planta da família Myrtaceae, nativa de Nova Gales do Sul, Queensland e Austrália Ocidental. É um arbusto ou árvore grande, de vários troncos, com casca dura, folhagem frequentemente pendente e grande quantidade de flores vermelhas brilhantes na primavera e no verão. É um dos arbustos do gênero Melaleuca (anteriormente Callistemon) mais comumente cultivados em jardins e suas cultivares são frequentemente cultivadas em muitos países.

## Descrição
A Melaleuca viminalis é um arbusto grande ou uma árvore pequena que cresce até 10 m de altura, com casca dura, fibrosa e sulcada, vários troncos e galhos geralmente pendentes. Suas folhas são dispostas alternadamente e têm de 25 a 138 mm de comprimento, 3 a 27 mm de largura, mais ou menos planas, elípticas muito estreitas a estreitas em forma de ovo, com a extremidade mais estreita em direção à base e a outra extremidade afinando até uma ponta afiada. As folhas têm uma nervura mediana, 9-27 nervuras laterais e um grande número de glândulas oleíferas visíveis.

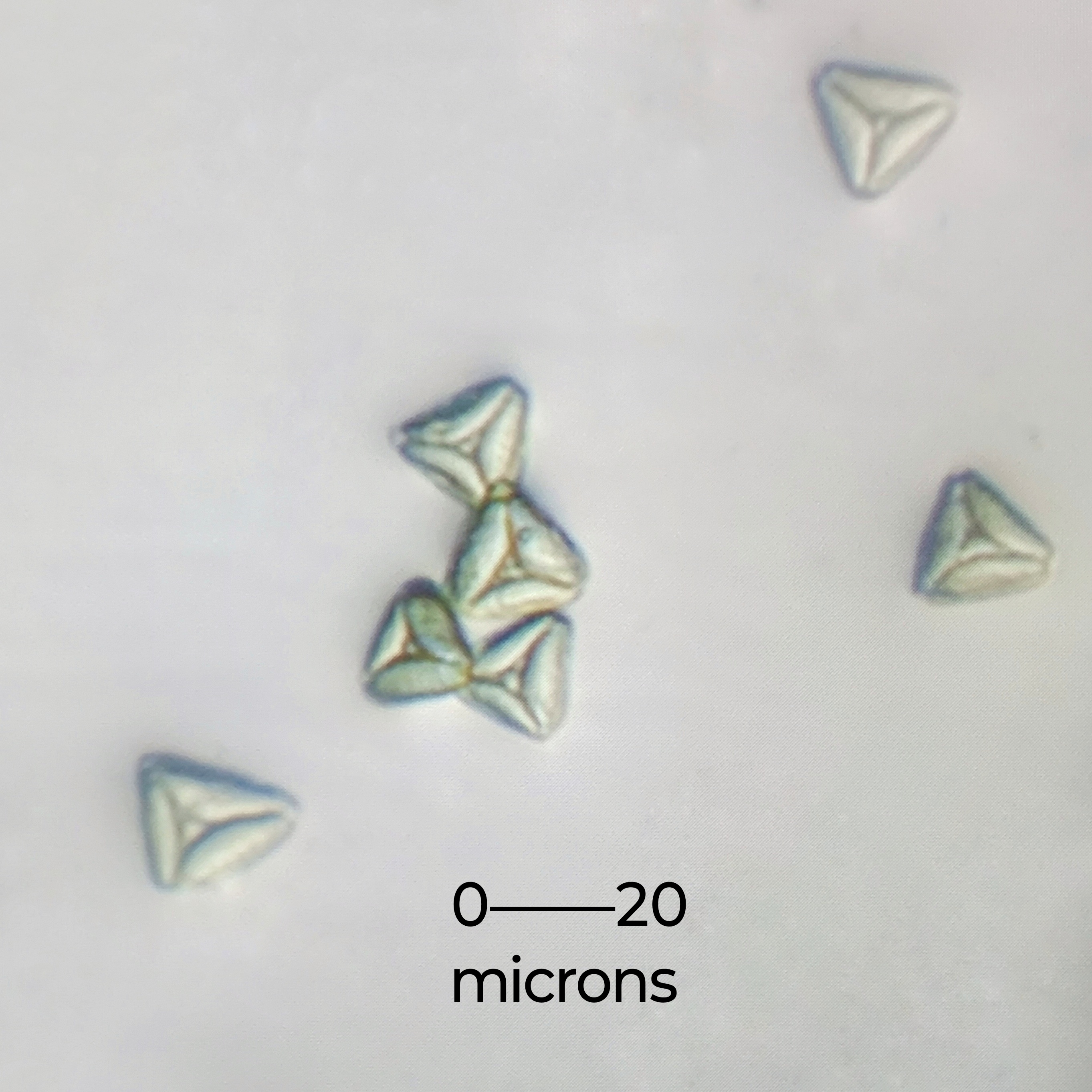
Grãos de pólen de Melaleuca viminalis.

As flores são de um vermelho vivo e estão dispostas em espinhos nas extremidades dos galhos e ao redor deles, que continuam a crescer após a floração. Os espinhos têm 35-50 mm de diâmetro e 40-100 mm de comprimento com 15 a 50 flores individuais. As pétalas têm de 3,4 a 5,9 mm de comprimento e caem à medida que a flor envelhece, e os estames são dispostos em cinco feixes ao redor da flor. Os feixes às vezes são obscuros, mas cada um contém de 9 a 14 estames. A floração ocorre de setembro a dezembro e, muitas vezes, esporadicamente ao longo do ano. A floração é seguida por frutos que são cápsulas lenhosas, com 3,8-4,8 mm de comprimento e 5-6 mm de diâmetro.

## Taxonomia e nomeação
Essa espécie foi descrita formalmente pela primeira vez em 1788 por Joseph Gärtner, que lhe deu o nome Metrosideros viminalis em De Fructibus et Seminibus Plantarum. Em 1984, Norman Byrnes [en] transferiu a espécie para Melaleuca como M. viminalis na revista Austrobaileya [en].
Em 2009, Lyndley Craven [en] descreveu a subespécie Melaleuca viminalis rhodendron na revista Novon, e o nome e o do autônimo são aceitos pela Plants of the World Online:
- Melaleuca viminalis rhododendron (Craven),[11] uma árvore de caule único que cresce até 35 metros de altura, floresce principalmente em setembro e outubro e ocorre apenas no distrito de Injune [en], em Queensland.[4][12]

- Melaleuca viminalis viminalis (Sol. ex Gaertn.) Byrnes,[13] um arbusto com vários troncos ou uma pequena árvore que cresce até 15 metros de altura e que frequentemente floresce durante todo o ano;[4][12]

O epíteto específico (viminalis) significa “com ramos longos e delgados”.
O Censo Australiano de Plantas [en] considera Metrosideros viminalis, Melaleuca viminalis, Melaleuca viminalis viminalis e Callistemon viminalis viminalis como sinônimos de Callistemon viminalis.

## Distribuição e habitat
Essa árvore ocorre ao longo da parte leste de Queensland, desde a Península do Cabo York até Moree e Grafton em Nova Gales do Sul. Também há populações disjuntas no extremo norte e sudoeste da Austrália Ocidental. Ela cresce principalmente dentro e ao longo de cursos d'água, principalmente em terrenos de arenito ou granito.

## Ecologia
A Melaleuca viminalis fornece alimento para os nectarívoros. Suas adaptações para sobreviver a fortes correntes durante eventos de inundação permitem que ela diminua o fluxo da água da inundação e reduza a erosão, melhorando assim a qualidade da água em córregos e rios. As raízes emaranhadas dessa espécie também fortalecem o solo das margens dos rios, reduzindo ainda mais o potencial de erosão.

## Uso na horticultura
Uma planta de jardim e árvore de rua amplamente cultivada, geralmente conhecida como Callistemon viminalis, a espécie é extremamente adaptável no cultivo, florescendo melhor em pleno sol, mas tolerante à sombra com floração reduzida e crescendo na maioria dos solos. É útil como planta de triagem e é adequada para o plantio como árvore de rua. Precisa de rega regular, mas pode sobreviver à seca como uma planta madura, embora não seja resistente à geada e sucumba à névoa salina.
Muitas cultivares dessa espécie foram desenvolvidas como cultivares de Callistemon. Elas incluem:
- C. viminalis 'Captain Cook'

- C. viminalis 'Dawson River Weeper'

- C. viminalis 'Hannah Ray'

- C. viminalis 'Hen Camp Creek'

- C. viminalis 'Little John'

- C. viminalis 'Prolific'

- C. viminalis 'Rose Opal'

- C. viminalis 'Wild River'